# أندي ديك
أندي ديك (بالإنجليزية: Andy Dick)‏، واسمه الحقيقي أندرو روان، من مواليد 21 ديسمبر 1965م، وهو ممثل أمريكي وموسيقي، شارك في عدة أفلام ومنها فيلم دابل دراغون.